# Maurice K. Kamga

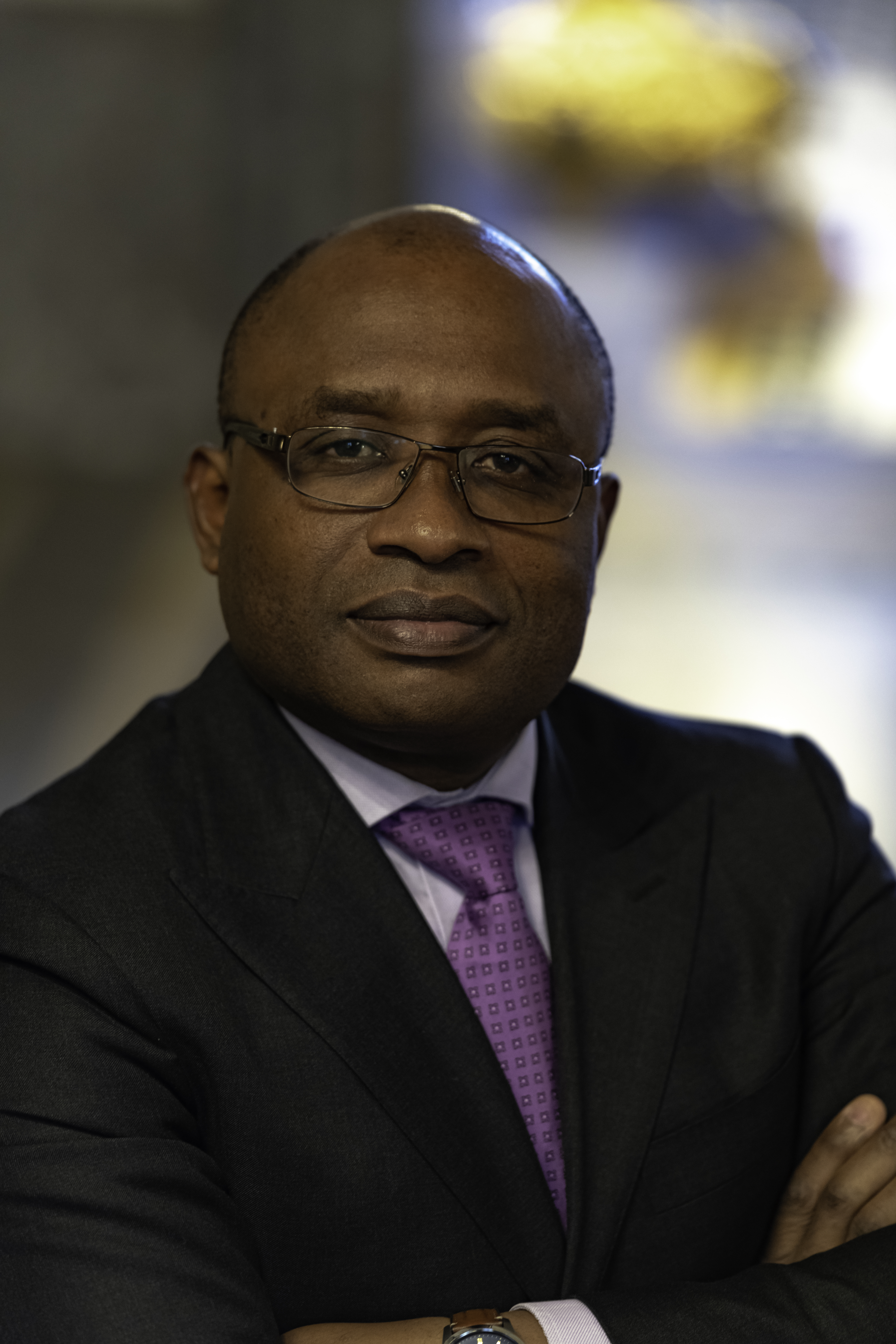
Maurice K. Kamga

Maurice Kengne Kamga (* 12. Mai 1967 in Bandjoun) ist kamerunischer Diplomat (Bevollmächtigter Minister), Richter und Völkerrechtler. Seine Forschungsschwerpunkte sind das internationale Seerecht und die Abgrenzung von Seegrenzen. Seit 2020 ist er Richter am Internationalen Seegerichtshof. Zuvor war er Sekretär des Internationalen Gerichtshofs in Den Haag.

## Karriere
Nach einem Abschluss in Rechtswissenschaften an der Universität Jaunde im Jahr 1989 erwarb er 1990 einen Master in öffentlichem Recht ebenfalls an der Universität Jaunde, 1991 einen Master in internationalen Beziehungen am Institut für internationale Beziehungen in Kamerun, 1991 einen LLM in Rechtswissenschaften wiederum an der Universität Jaunde und 1994 einen Doktortitel in internationalen Beziehungen am Institut für internationale Beziehungen in Kamerun. Im Ausland erwarb er 1997 ein Diplôme d’études approfondies mit Spezialisierung auf internationales Recht am Hochschulinstitut für internationale Studien und Entwicklung und 2003 einen Doktortitel in internationalem Recht an derselben Einrichtung.
Maurice Kamga wurde am 26. August 2020 von der Generalversammlung der Vereinten Nationen in den Internationalen Seegerichtshof gewählt.